# Stanisław Lubieniecki
Stanisław Lubieniecki   (Raków, 23 d'agost de 1623 - Altona, 18 de maig de 1675) va ser un astrònom, historiador i escriptor polonès.
De família noble polonesa. De vegades escrit Lubiniezky o Lubyenyetsky.

Escut de Rola

Stanisław va ser primer estudiant de l'Acadèmia Rakowska (un establiment famós que imparteix les tesis del socinianisme), després, quan va tancar el 1638, va continuar els seus estudis a Kisielin a Wołyn. El 1644 es va traslladar a Toruń, on va prendre classes particulars. Beneficiat d'una beca de la comunitat religiosa, va continuar els seus estudis a França i Holanda els anys 1646-1650. El 1646 es va inscriure a la Universitat d'Orleans i un any després a l'Institut Calvinista de Saumur, a la Universitat Catòlica d'Angers. A París, va romandre sota la influència del socinianisme, al qual es va unir poc després. El 1649 es va inscriure a la Universitat de Leiden, on va discutir amb Descartes sobre el moviment de la Terra. Poc després va tornar a Polònia. El 1654 fou pastor de la comunitat sociniana (germans polonesos) de Czarkowy.
Quan Polònia pateix la invasió sueca que ha passat a la història amb el nom de "Segona Guerra del Nord", el 25 d'octubre de 1655, Lubieniecki està al capdavant de la delegació dels germans polonesos que va al rei de Suècia Charles X Gustave per aconseguir que els "Arians" (un altre nom donat als socinians) restituirà la seva llibertat de culte. Així, es pot refugiar a Cracòvia sota la protecció de la guarnició sueca. Després de la rendició de la ciutat, l'11 de setembre de 1657, va a la Pomerània sueca. Llavors es va dedicar a discussions epistolars sobre qüestions teològiques, on es va enfrontar a forts atacs luterans. El 1658, com a "Germà polonès », s'ha d'exiliar per decisió de la Dieta. Troba un nou protector en la persona del rei danès Frederic III. Després es va traslladar a Hamburg, on va ser constantment atacat pel clergat luterà.
Stanisław Lubieniecki va morir enverinat amb les seves dues filles, probablement a conseqüència de la imprudència d'un criat que cuinava amb els estris que es feien servir per fondre el mercuri. Les seves restes es troben al cementiri de la catedral d'Altona, prop d'Hamburg.

## Astrònom
Va publicar les seves obres astronòmiques dels anys 1666-68 amb el títol de Theatrum Cometicum, una antologia il·lustrada de 415 cometes. Per honorar la memòria d'aquest astrònom, es va donar el seu nom a un dels cràters de la Lluna.